# Regola del 72
In finanza, la regola del 72, la regola del 70 e la regola del 69,3 sono metodi atti a stimare il tempo di raddoppiamento di un investimento. Il numero a cui ci si riferisce nella regola si divide per il tasso d'interesse sul periodo (generalmente anni) per ottenere un'approssimazione del numero di periodi richiesti per il raddoppiamento. Sebbene le moderne calcolatrici scientifiche e i fogli di calcolo abbiano funzioni per trovare con una maggior accuratezza il tempo di raddoppiamento, queste regole sono comunque utili quando ci si trova a dover effettuare un rapido calcolo mentale o quando si ha a disposizione una semplice calcolatrice.
Queste regole si applicano nelle ipotesi di crescita esponenziale e sono quindi utilizzate per i calcoli relativi all'anatocismo (o interesse composto), in contrapposizione all'interesse semplice, o di decrescita esponenziale, e sono in quel caso utilizzate per calcolare il tempo di dimezzamento. La scelta del numero da utilizzare dipende dalle varie occasioni: il 69 è più accurato nel caso di interesse composto continuo, mentre il 72 funziona meglio con le situazioni di interesse più comuni ed è più facilmente divisibile. Esistono poi diverse variazioni di queste regole volte ad aumentarne la precisione.
In caso di interesse periodico, l'"esatto" tempo di raddoppiamento t per un tasso di interesse r sul periodo è la soluzione dell'equazione {\displaystyle {(1+r/100)}^{t}=2}, cioè:
{\displaystyle t=\log _{1+r/100}(2)={\frac {1}{\ln _{2}(1+r/100)}}\approx {\frac {72}{r}}}
dove t è il numero di periodi richiesti. Tale formula può essere utilizzata anche per altri scopi; ad esempio, se si volesse sapere il tempo di triplicazione, basterebbe semplicemente sostituire il 2 con un 3, mentre se si volesse sapere il tempo necessario perché il valore iniziale aumenti del 50%, basterebbe sostituire il 2 con un 1,5.

## Utilizzo della regola per la stima dei periodi necessari
Per avere una stima dei periodi richiesti per raddoppiare il capitale originario investito, occorre dividere la "quantità della regola" per il tasso di crescita atteso, espresso in percentuale.
- Per esempio, considerando un investimento iniziale di 100 € con un tasso di interesse composto pari al 9% l'anno, secondo la regola del 72 sono necessari 72/9 = 8 anni perché la somma investita arrivi a 200 €. In confronto, un calcolo esatto restituisce come risultato: ln(2)/ln(1+0,09) = 8,0432 anni.
Allo stesso modo, per determinare il tempo necessario al dimezzamento di una certa quantità dato un determinato tasso, si divide il "numero della regola" per il tasso.
- Per determinare il tempo necessario affinché il potere d'acquisto della moneta si dimezzi, è sufficiente dividere il "numero della regola" per il tasso di inflazione. Quindi, considerando un tasso di inflazione del 3,5% e usando la "regola del 70", si ottiene un periodo di 70/3,5 = 20 anni perché il potere d'acquisto si dimezzi.[1]
- Per stimare l'impatto di commissioni aggiuntive su polizze finanziarie, cioè strumenti di investimento assicurativo ad elevata flessibilità e contenuto finanziario, (ad esempio, quote e commissioni di fondi comuni, carichi o spese di cambio su portafogli di investimenti di assicurazioni sulla vita universali variabili, ecc.), si divide 72 per la commissione.

## Scelta della regola
Il numero 72 è una buona scelta come numeratore poiché ha molti piccoli divisori: 1, 2, 3, 4, 6, 8, 9 e 12. Esso fornisce quindi una buona approssimazione per gli interessi composti annui e per i tipici tassi di interesse composto (da 6% a 10%), approssimazione che diventa meno accurata con l'accrescere del tasso.
Nel caso di interesse composto continuo, il risultato con la maggior accuratezza è quello ottenuto utilizzando il 69. Ciò deriva dal fatto che il logaritmo naturale di 2 è pari a circa 0,693 (ossia il 69,3%). Poiché un interesse composto giornaliero è sufficientemente paragonabile a un interesse composto continuo, nel caso del giornaliero, l'utilizzo di 69, 69,3 o 70 restituisce un risultato più accurato dell'utilizzo di 72. Allo stesso modo, l'utilizzo di 69,3 è preferibile a quello di 72 nel caso di interesse annuali più bassi di quelli sopra menzionati.
| Tasso | Anni effettivi | Tasso * Anni effettivi | Regola del 72 | Regola del 70 | Regola del 69,3 | 72 migliorata | Regola di E-M |
| ----- | -------------- | ---------------------- | ------------- | ------------- | --------------- | ------------- | ------------- |
| 0,25% | 277,605        | 69,401                 | 288,000       | 280,000       | 277,200         | 277,667       | 277,547       |
| 0,5%  | 138,976        | 69,488                 | 144,000       | 140,000       | 138,600         | 139,000       | 138,947       |
| 1%    | 69,661         | 69,661                 | 72,000        | 70,000        | 69,300          | 69,667        | 69,648        |
| 2%    | 35,003         | 70,006                 | 36,000        | 35,000        | 34,650          | 35,000        | 35,000        |
| 3%    | 23,450         | 70,349                 | 24,000        | 23,333        | 23,100          | 23,444        | 23,452        |
| 4%    | 17,673         | 70,692                 | 18,000        | 17,500        | 17,325          | 17,667        | 17,679        |
| 5%    | 14,207         | 71,033                 | 14,400        | 14,000        | 13,860          | 14,200        | 14,215        |
| 6%    | 11,896         | 71,374                 | 12,000        | 11,667        | 11,550          | 11,889        | 11,907        |
| 7%    | 10,245         | 71,713                 | 10,286        | 10,000        | 9,900           | 10,238        | 10,259        |
| 8%    | 9,006          | 72,052                 | 9,000         | 8,750         | 8,663           | 9,000         | 9,023         |
| 9%    | 8,043          | 72,389                 | 8,000         | 7,778         | 7,700           | 8,037         | 8,062         |
| 10%   | 7,273          | 72,725                 | 7,200         | 7,000         | 6,930           | 7,267         | 7,295         |
| 11%   | 6,642          | 73,061                 | 6,545         | 6,364         | 6,300           | 6,636         | 6,667         |
| 12%   | 6,116          | 73,395                 | 6,000         | 5,833         | 5,775           | 6,111         | 6,144         |
| 15%   | 4,959          | 74,392                 | 4,800         | 4,667         | 4,620           | 4,956         | 4,995         |
| 18%   | 4,188          | 75,381                 | 4,000         | 3,889         | 3,850           | 4,185         | 4,231         |
| 20%   | 3,802          | 76,036                 | 3,600         | 3,500         | 3,465           | 3,800         | 3,850         |
| 25%   | 3,106          | 77,657                 | 2,880         | 2,800         | 2,772           | 3,107         | 3,168         |
| 30%   | 2,642          | 79,258                 | 2,400         | 2,333         | 2,310           | 2,644         | 2,718         |
| 40%   | 2,060          | 82,402                 | 1,800         | 1,750         | 1,733           | 2,067         | 2,166         |
| 50%   | 1,710          | 85,476                 | 1,440         | 1,400         | 1,386           | 1,720         | 1,848         |
| 60%   | 1,475          | 88,486                 | 1,200         | 1,167         | 1,155           | 1,489         | 1,650         |
| 70%   | 1,306          | 91,439                 | 1,029         | 1,000         | 0,990           | 1,324         | 1,523         |

## Storia
Uno dei primi riferimenti alla regola si trova nel Summa de arithmetica, geometria, proportioni et proportionalita (Venezia, 1494. Fol. 181, n. 44) di Luca Pacioli (1445–1514). Qui l'autore presenta la regola in una dissertazione riguardante la stima del tempo di raddoppiamento di un investimento ma non deriva o spiega tale regola, lasciando quindi intendere che l'origine di essa sia precedente di qualche anno agli scritti di Pacioli.
(Luca Pacioli, Summa de arithmetica, geometria, proportioni et proportionalita)

## Derivazione e modifiche per una miglior precisione
La regola del 72 è giustificata dalle serie di Taylor del logaritmo e dell'inverso, troncate al secondo termine:
{\displaystyle \ln {(1+x)}=x-{\frac {x^{2}}{2}}+...}
{\displaystyle {\frac {1}{1+x}}=1-x+...}
da cui:
{\displaystyle 1/\ln(1+x)\approx {\frac {1}{x}}{\frac {1}{1-x/2}}\approx {\frac {1+x/2}{x}}={\frac {1}{x}}+{\frac {1}{2}}}
{\displaystyle t={\frac {\ln {2}}{\ln {(1+r/100)}}}\approx {\frac {100\ln 2}{r}}+{\frac {\ln 2}{2}}\approx {\frac {69,3}{r}}+0,34}
Questa formula può essere scritta anche come {\displaystyle {\frac {69,3}{r}}\times {\frac {200+r}{200}}} o {\displaystyle {\frac {69,3+0,34r}{r}}}. Il numero 72 risulta quindi un'ottima approssimazione del numeratore per tassi di interesse pari all'8%, e rimane sufficientemente accurato per r compreso tra 6 e 10. Per altri tassi di interesse si può considerare una variazione di un'unità ogni tre punti percentuali; la regola del 70, per esempio, risulta la più accurata per un tasso del 2%.

### Regola di E-M
La regola di secondo ordine di Eckart–McHale (più semplicemente detta "regola E-M") si ottiene nello stesso modo, applicando la sola serie di Taylor del logaritmo:
{\displaystyle 1/\ln(1+x)\approx {\frac {1}{x}}{\frac {1}{1-x/2}}={\frac {2}{x(2-x)}}}
{\displaystyle t={\frac {\ln {2}}{\ln {(1+r/100)}}}\approx {\frac {100\ln 2}{r}}{\frac {1}{1-r/200}}\approx {\frac {69,3}{r}}\times {\frac {200}{200-r}}}
Per esempio, dato un tasso di interesse del 18%, la regola del 69,3 restituisce un t pari a 3,85 anni. Applicando la regola di E-M, il risultato viene moltiplicato per 200/(200−18), con un tempo di raddoppiamento risultante pari a 4,23 anni, una buona approssimazione del risultato esatto, pari a 4,186 anni, migliore anche di quella ottenuta con la regola del 72.
La regola di E-M risulta tuttavia meno precisa della semplice formula {\displaystyle t\approx 69,3/r+0,34} derivata nel paragrafo precedente, che fornisce come risultato 4,19. Questo perché gli errori introdotti dalle due serie di Taylor del logaritmo e dell'inverso tendono ad annullarsi, e perciò {\displaystyle 1/x+1/2} approssima {\displaystyle 1/\ln(1+x)} meglio di {\displaystyle 2/x(2-x)}. Per ottenere un'accuratezza ancora migliore bisogna ricorrere all'approssimante di Padé del terzo ordine, {\displaystyle (6+4x)/(x^{2}+6x)}, da cui si ottiene la formula seguente, più complessa ma estremamente accurata:
{\displaystyle t\approx {\frac {69,3}{r}}\times {\frac {600+4r}{600+r}}}

### Interesse composto continuo
L'accuratezza dell'approssimazione aumenta rispetto al caso dell'interesse composto discreto, nel caso in cui l'interesse composto diventi continuo. In questo caso la derivazione della regola è più semplice e porta, come detto, ad una regola più accurata. Nel caso di un interesse composto discreto, il montante (FV) è dato da:
{\displaystyle FV=PV\cdot (e^{r})^{t}}
Il montante è il doppio del valore attuale quando è soddisfatta la seguente condizione:
{\displaystyle {\begin{array}{ccc}(e^{r})^{t}&=&2\\e^{rt}&=&2\\\ln e^{rt}&=&\ln 2\\rt&=&\ln 2\\t&=&{\frac {\ln 2}{r}}\\&&\\t&\approx &{\frac {0,693147}{r}}\end{array}}}